# Raltegravir
Raltegravir (merknaam: Isentress) is een antiviraal geneesmiddel dat gebruikt wordt in de behandeling van het retrovirus hiv.
Het is een virostatisch geneesmiddel: het verhindert dat het hiv zich vermenigvuldigt in het lichaam. Het is het eerste geneesmiddel uit de groep van integrase-inhibitoren dat tot de markt is toegelaten. Integrase is een enzym dat een essentiële rol speelt in de vermenigvuldiging van hiv. Raltegravir geneest een hiv-infectie of aids niet maar kan de ontwikkeling ervan vertragen. Het wordt gewoonlijk gebruikt in combinatie met andere geneesmiddelen. 
Raltegravir werd op 12 oktober 2007 toegelaten in de Verenigde Staten en op 20 december 2007 in de Europese Unie. Het is een geneesmiddel van Merck Sharp & Dohme.

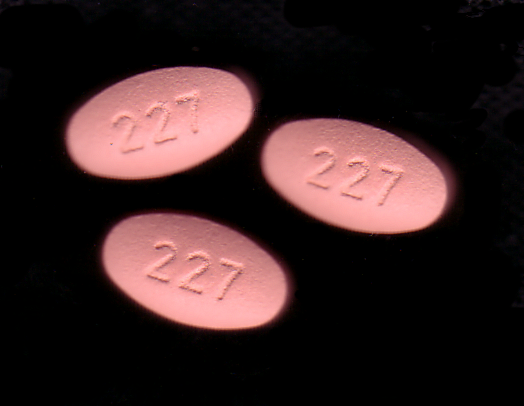
Isentress-tabletten

De stof is opgenomen in de lijst van essentiële geneesmiddelen van de WHO.